# Sinfonía n.º 17 (Mozart)

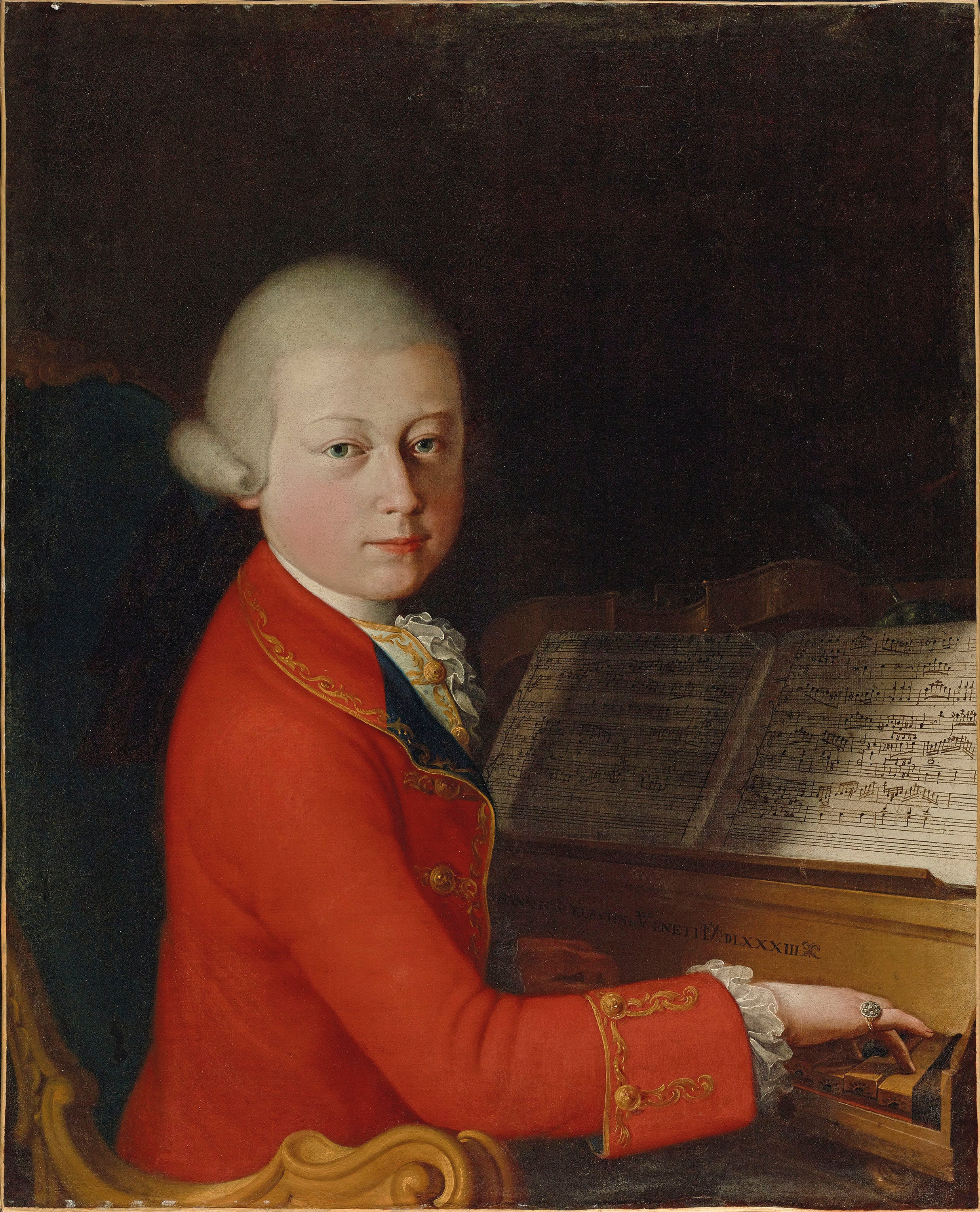
Mozart en 1770.

La Sinfonía n.º 17 en sol mayor, K. 129 fue la segunda de una serie de tres sinfonías compuestas por Wolfgang Amadeus Mozart en mayo de 1772, cuando el compositor tenía dieciséis años.

## Historia

### Contexto

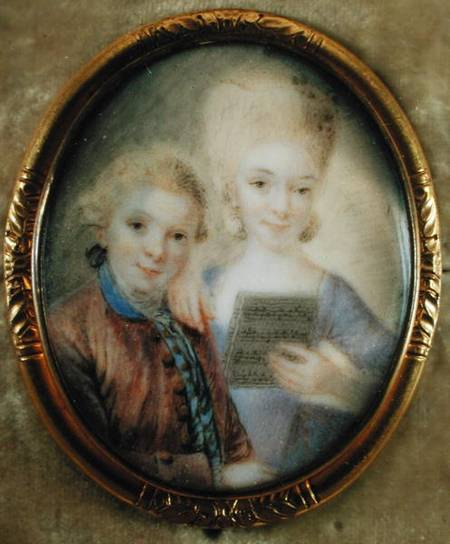
Wolfgang y Nannerl hacia 1763.

La carrera de Mozart como sinfonista había empezado en Londres durante el gran viaje de la familia Mozart por Europa entre junio de 1763 y noviembre de 1766. El padre Leopold Mozart planeó la gira para exhibir a sus prodigiosos hijos, Wolfgang y Nannerl en las principales cortes europeas. En ese tiempo Wolfgang compuso sus primeras obras del género, que tenían una deuda sustancial con las sinfonías de estilo galante italianizante en tres movimientos de Carl Friedrich Abel y Johann Christian Bach; también escuchó las sinfonías de compositores relevantes como Thomas Arne, William Boyce y Giuseppe Sammartini. Posteriormente Leopold y sus hijos pasaron en Viena varios meses de 1768 durante los cuales el joven maestro hizo un esfuerzo consciente por adaptar su estilo sinfónico a los gustos del público vienés, adoptando entre otras cosas la estructura en cuatro movimientos. Una afortunada consecuencia de los largos viajes del compositor en ciernes fue el contacto que le proporcionaron con una generosa muestra representativa de las tradiciones musicales europeas: alemana, británica, francesa e italiana.
El joven compositor y su padre realizaron tres viajes a Italia entre diciembre de 1769 y en mayo de 1773. En este periodo alternó sus visitas con estancias en Salzburgo durante las cuales creó la ópera Mitrídates, rey de Ponto, así como varias sinfonías con apreciable influencia del gusto italiano por la ópera bufa. En 1772 y 1773 el maestro austríaco vivió una etapa de entusiasmo por la escritura sinfónica, produciendo cada año siete nuevas sinfonías (n.º 15 - n.º 27). Después redujo su actividad en este campo y en los dos años siguientes sólo aparecieron tres nuevas piezas del género (n.º 28, 29 y 30).

### Composición
La composición de esta obra se desarrolló en mayo de 1772 en Salzburgo. Esta es una de las numerosas sinfonías creadas durante el periodo en el que Mozart permaneció en Salzburgo, poco después de sus viajes por Italia. Si bien, hay secciones de esta pieza que tal vez fueran escritas antes. Forma parte de tres sinfonías terminadas en mayo de 1772, que podrían ser las principales candidatas para refutar la idea de que Mozart componía sinfonías en series como lo hacía con sus cuartetos de cuerda. Si bien, se puede apreciar una coherencia tonal entre las tres (do mayor, sol mayor y fa mayor), ni por su carácter, ya se trate de similitudes o contrastes, ni por su instrumentación conformarían un opus. Brown llega a la conclusión de que Mozart concebía cada sinfonía como una entidad única.
Los estudios realizados del papel y el manuscrito de esta sinfonía parecen indicar que fue iniciada antes de mayo de 1772 pero completada durante ese mes. Es posible que su plétora de tipos melódicos italianos esté destinada a un público distinto del de Salzburgo. Según Brown es mejor no especular sobre esto, ya que las sinfonías posteriores también contienen una mezcla de estilos.

### Estreno y publicación
No se sabe con certeza la fecha y el lugar en que tuvo lugar el estreno de la sinfonía.
La primera edición fue llevada a cabo en 1880 por la editorial Breitkopf & Härtel en Leipzig, que publicó bajo la denominación Wolfgang Amadeus Mozarts Werke, Serie VIII, No. 17 tanto las partes como la partitura completa.

## Instrumentación
La partitura está escrita para una orquesta formada por:
- Viento madera: 2 oboes y [1 fagot].
- Viento metal: 2 trompas en sol.
- Teclado: [clavecín].
- Cuerda: una sección de cuerdas con 2 violines (primero y segundo), viola, violonchelo y contrabajo.

En las orquestas de aquella época era una práctica común emplear el fagot y el clavecín, si estaban presentes en la orquesta, para reforzar la línea del bajo o bien como continuo, incluso sin notación separada.

## Estructura y análisis
La sinfonía consta de tres movimientos:
- I. Allegro, en sol mayor 4
4
- II. Andante, en do mayor 2
4
- III. Allegro, en sol mayor 3
8

La interpretación de esta obra dura aproximadamente entre 10 y 15 minutos.  

### I.Allegro
El primer movimiento, Allegro, está escrito en la tonalidad de sol mayor, en compás de 4/4 y sigue la forma sonata. La influencia de Johann Christian Bach planea sobre este movimiento; no se percibe tanto en los primeros pasajes, que tienen una teatralidad festiva y expectante que podría servir bien para una obertura de ópera, pero es evidente en un tema al unísono que complica la transición de la sección inicial en tónica a la dominante. Este motivo es sospechosamente similar a un tema de una Sinfonía en si bemol del Bach londinense. Por lo demás, el Allegro transcurre sin sorpresas; los dos motivos principales, uno rápido y "masculino", el segundo más suave y "femenino", una vez introducidos son sometidos a un conciso desarrollo de 21 compases, y luego recapitulados con una coda que no difiere significativamente del cierre de la exposición. El inicio contiene italianismos como los golpes de martillo, el grave de timbal, los trinos y las ajetreadas semicorcheas en escalas y arpegios. En el segundo tema hay un crescendo de obertura italiana, así como deslizamientos y grupetos. La estructura no es lo esperable de su contenido de obertura italiana: ambas mitades se repiten, carece de un tema secundario cantabile y el desarrollo se elabora a partir del motivo del primer tema usado en la transición.

### II.Andante
El segundo movimiento, Andante, está en do mayor y en compás de 2/4. El movimiento lento es una alegre serenata en forma sonata, que incluso para su tipo asigna al primer violín más de su porción de material. Las cuerdas introducen una melodía cantabile que se descompone en varias pequeñas frases separadas sin nada más que el suave aliento del acompañamiento para dar continuidad. En el desarrollo de ocho compases, un fugato permite por un instante una conversación a cuatro voces que rompe con el estilo establecido del movimiento. El material contrastante llega en el medio, con un poco de parte de escritura imitativa que sugiere que Mozart está a punto de intentar algo deliberadamente académico comparado con el sencillo material inicial de tipo canción. Pero casi de inmediato el compositor lo abandona y vuelve a jugar con el material inicial en tonalidades que regresan de forma sistemática a do mayor.

### III.Allegro
El tercer y último movimiento, Allegro, retoma la tonalidad inicial y el compás es 3/8. En el Finale Mozart vuelve al tema de la caza. La estructura en lugar de un rondó es una forma sonata bipartita, ya algo anticuada, pero con un desarrollo del primer tema inusualmente potente, comparable al del movimiento inicial. Arranca con un toque de caza al unísono, aunque las trompas desempeñan aquí un papel secundario, ya que las cuerdas asumen la mayor parte del trabajo temático. En general el tema de caza es respondido por una serie de virtuosas figuraciones de la cuerda. Mozart pronto se aleja de esto para introducir un segundo tema ligeramente más apagado. No obstante, es el tema de caza el que domina la sección de desarrollo. Como es de esperar, ambos temas reaparecen en la recapitulación y toda la pequeña orquesta se une al unísono para la frase final, que cierra de manera definitiva el telón.